# A Cartomante

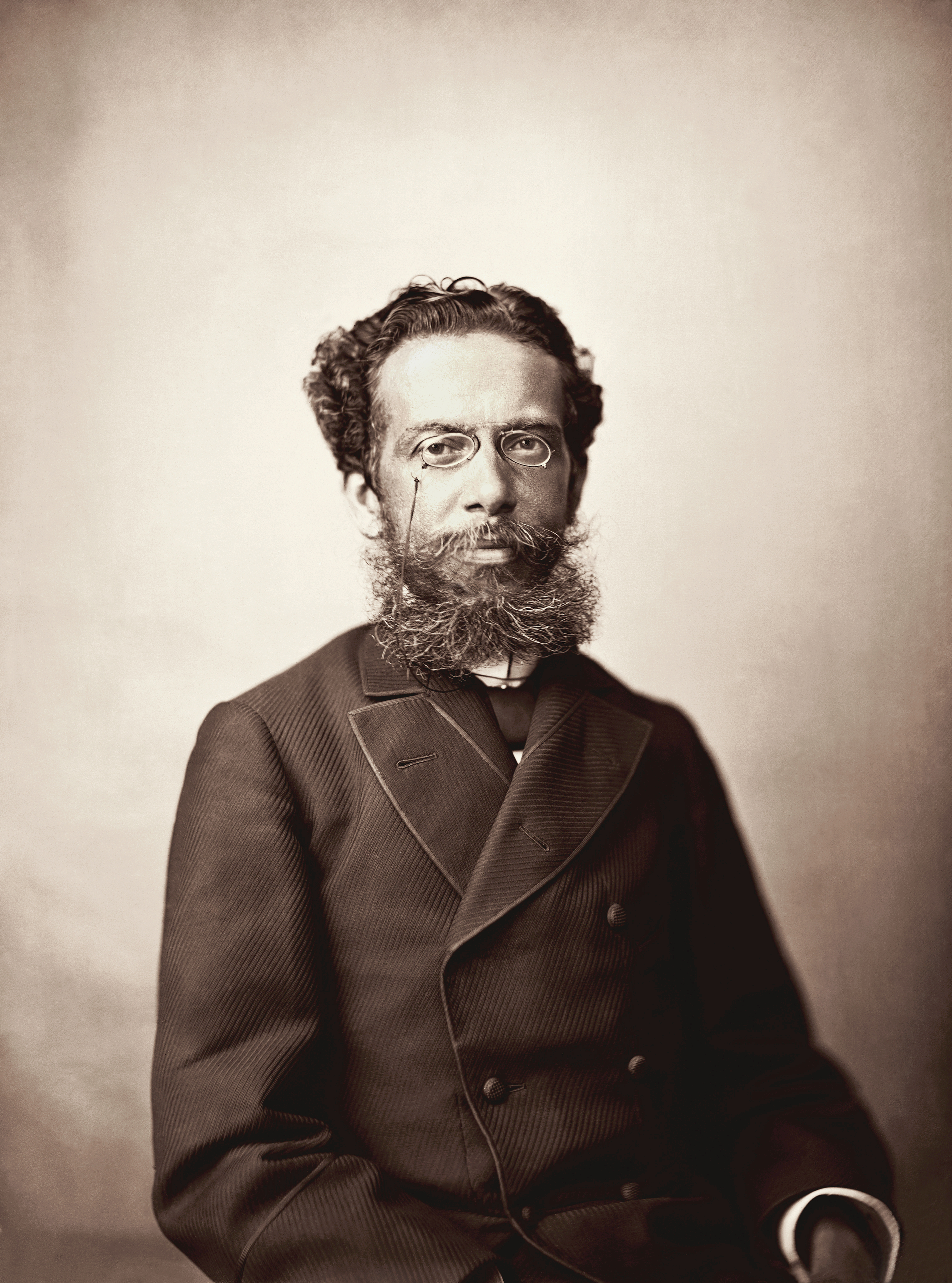
Machado de Assis

"A Cartomante" é um conto do escritor brasileiro Machado de Assis, que foi publicado originalmente na Gazeta de Notícias do Rio de Janeiro, em 28 de novembro de 1884. Posteriormente, foi incluído no livro Várias Histórias, publicado em 1896, e em Contos: Uma Antologia.[carece de fontes?] Foi também adaptado para o cinema em 1974 e em 2004 e para ópera por Jorge Antunes em 2014.

## Resumo
A história começa numa sexta-feira de novembro de 1869. Rita, angustiada com a sua situação amorosa, resolve consultar, às escondidas, uma cartomante que serve como uma espécie de oráculo. Apaixonada pelo amante Camilo, amigo de infância do marido, Vilela, Rita teme por os relacionamentos correrem em paralelo. Camilo, que não acredita em superstições, zomba da atitude da amante.
Rita, Vilela e Camilo eram bastante próximos, especialmente após a morte da mãe de Camilo.
Rita e o marido viviam em Botafogo e, quando conseguia escapar da casa, ia encontrar o amante às ocultas na Rua dos Barbonos.
Camilo sentiu-se seduzido por Rita, e fato é que se instalou um triângulo amoroso.
O problema surge quando Camilo recebe cartas anônimas de alguém que revela ter conhecimento da relação extraconjugal. Camilo, sem saber como reagir, afasta-se de Vilela, que estranha o desaparecimento súbito do amigo.
Sentindo-se desesperado ao receber um bilhete de Vilela que o convoca para um encontro em sua casa, Camilo recupera as antigas crenças herdadas da mãe e, assim como Rita, segue em busca da cartomante.
Após a consulta, Camilo acalma-se e vai, tranquilo, encontrar o amigo, crendo que o caso não havia sido descoberto.

O twist do conto se dá no último parágrafo quando se revela o final trágico do casal de amantes. Ao adentrar na casa de Vilela, Camilo se depara com Rita assassinada. Por fim, toma dois tiros do amigo de infância, também caindo morto no chão.